# Oscar Gyllenhammar
Oscar Leopold Gyllenhammar, född 10 september 1866 i Källunge socken, död 3 mars 1945 i Göteborg, var en svensk företagsledare.
Efter läroverksstudier i Visby tog han 1882 anställning i spannmålsfirman C. L. Berggren i Göteborg. Han var därefter kontorschef i Ystads sockerraffinanderi 1889–1900. År 1900 återvände han till Göteborg, där han blev verkställande direktör för Göteborgs ris- och valskvarn. Efter bolagets likvidation 1922 övertog Gyllenhammar rörelsen och bildade kommanditbolaget Svenska Hafregryn, Gyllenhammar & Co., som han ledde fram till sin död. Han var ordförande, vice ordförande och styrelseledamot i ett flertal bolagsstyrelser, och tillhörde grundarna av Lundby industrikammare. Därutöver grundade han 1919 Skandinaviska brevduveunionen, vars hederspresident han blev 1929. 
Oscar Gyllenhammar var son till kaptenen Viktor Constantin Gyllenhammar. Gyllenhammar hörde till samma gren av den adliga ätten Gyllenhammar som Pehr G. Gyllenhammar. Oscar Gyllenhammar är begraven på Östra kyrkogården i Göteborg.